# Barranco de los Grajos

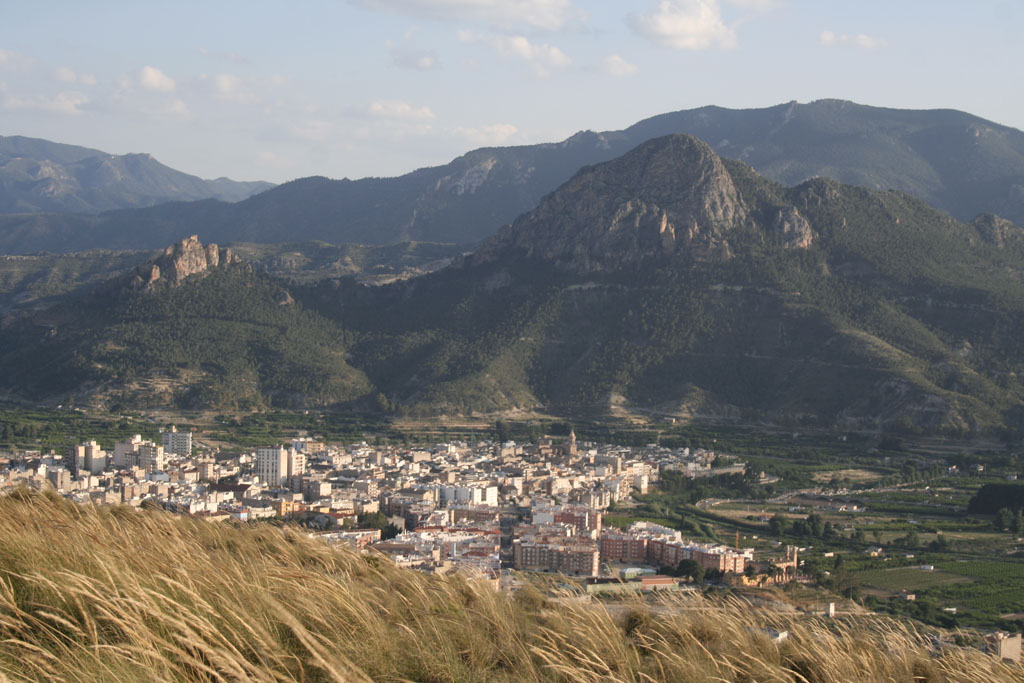
Cieza und die Sierra de Ascoy

Die Cuevas (Höhlen) in der Barranco de los Grajos (deutsch Schlucht der Krähen) liegen nordöstlich von Cieza in der Region Murcia in Spanien. Nahe an der Stadt erhebt sich die Sierra de Ascoy oder Acoy.
Die Höhlen in der Schlucht beherbergen Höhlenmalereien im post-paläolithischen Stil, der auch als naturalistischer oder levantinischer Stil der spanischen Ostküste bezeichnet wird. Die Tanzszene ist eine der komplexesten, die in diesem Stil entdeckt wurde, nicht nur aufgrund der Verschiedenheit der Gesten der männlichen und weiblichen Tänzer, sondern auch aufgrund der Vielfalt der dargestellten Elemente.
Die Felsbilder entstanden zwischen der Altsteinzeit und der Kupferzeit (10.000–4.000 v. Chr.), allgemein werden sie von der Forschung der Jungsteinzeit zugeordnet. Die Felsmalereien und Petroglyphen der spanischen Levante sind unter Abris und in Höhlen (Cova Fosca) gefunden worden. Die figurativen Motive sind in der Regel auf Kalkstein, meist in rot, schwarz und weiß gemalt. Ein Merkmal ist der schematische Stil der Figuren und die Intensität der Szenen, die die Jagd oder Rituale abbilden.
Einige Höhlen wurden nicht nur in der Altsteinzeit aufgesucht. Sie wurden, wie die Cova de l’Or und die Höhle der Cova Fosca während der Jungsteinzeit genutzt und während der Kupferzeit als Grabhöhlen verwendet.